# 赵国红
赵国红（1954年6月—），女，山东淄博人，中华人民共和国政治人物。中共辽宁省委党校函授本科班行政管理专业毕业，在职大学本科学历。

## 生平
1973年加入中国共产党。历任共青团抚顺市委副书记、书记，共青团辽宁省委副书记；辽宁省劳动局副局长、辽宁省劳动厅副厅长，辽宁省计划生育委员会主任，中共辽宁省委组织部副部长、辽宁省人事厅厅长、辽宁省人力资源和社会保障厅厅长等职。2009年5月，任辽宁省人民政府副省长。2010年9月，任中共辽宁省委常委，10月当选辽宁省总工会主席。2014年1月，当选辽宁省人大常委会副主任。2015年1月，不再担任中共辽宁省委常委职务。